# Colt Diamondback
O Colt Diamondback é um revólver fabricado pela Colt's Manufacturing Company de Hartford, Connecticut, nos calibres de .22 LR e .38 Special. Inspirado no sucesso do Colt Python, o Diamondback foi fabricado de 1966 a 1988 e estava disponível em comprimentos de cano de 2 ½, 4 e 6 polegadas.

## Visão geral
A Colt apresentou o Diamondback de ação dupla como um modelo de luxo em 1966. Ele tem um cão de esporão serrilhado e largo, uma "costela" ventilada acima do cano, mira de qualidade de tiro ao alvo totalmente ajustável e "underlug" (reforço na parte inferior do cano) de comprimento total. É um revólver de 6 tiros com um cilindro giratório e estava disponível em acabamento azulado ou niquelado. Visualmente, o Diamondbacks se assemelha a uma versão reduzida do Python, embora o mecanismo de ação não tenha sido ajustado tão bem quanto o Python, nem tenha recebido o acabamento "Royal Blue". Enquanto o Python é construído na "I-frame" da Colt, o Diamondback é construído na "D-frame" menor, usada no modelo "Detective Special". O Diamondback foi retirado da produção em 1988.

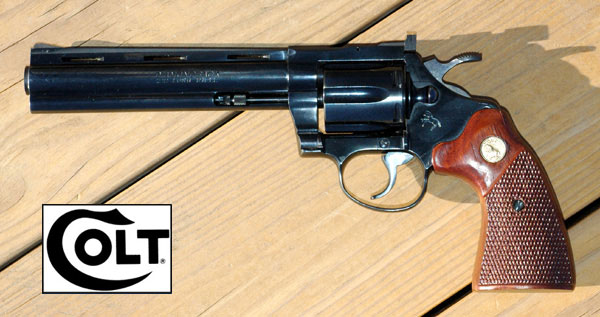
Um Colt Diamondback, .22 LR, cano de 6".

Devido ao leve recuo da munição de calibre .22, a versão .22 do Diamondback pode ser usada como uma arma de treinamento para atiradores novatos. Ele ganhou popularidade entre os entusiastas de armas devido ao preço barato da munição de calibre .22 e, uma vez que foi descontinuado, por sua raridade. Saddam Hussein colecionou o Colt Diamondback entre outras armas.
Além disso, o Diamondback foi comercializado para agências de aplicação da lei que não permitiam o uso do cartucho .357 Magnum.

## Na cultura popular
Steve McQueen usou um Colt Diamondback de 2,5" .38 no filme Bullitt de 1968.